# FC Tiumén
El FC Tyumen (en ruso: ФК Тюмень) es un club de fútbol ruso de la ciudad de Tiumén, fundado en 1961. El club disputa sus partidos como local en el estadio Geolog y juega en la Segunda División de Rusia, el tercer nivel en el sistema de ligas ruso.

## Historia
A lo largo de su historia, el club ha utilizado distintos nombres. El primero de ellos fue Geolog (en 1961-1963 y 1983–1991, que significa "geólogo"), Priboy (1964-1965), Neftyanik (1966-1977), Stroitel, Fakel (1980-1982), Dinamo-Gazovik (1992-1996), SDYSOR-Sibnefteprovod (2003).
El club fue fundado en 1961 y debutó en la Clase B soviética entre las temporadas de 1961 y 1970. Al año siguiente ascendió a la Segunda Liga soviética, el tercer nivel de ligas, categoría en la que permaneció hasta 1986, cuando logró el ascenso a la Primera Liga soviética.
En 1991, el Tyumen logró un histórico ascenso a la recién creada Liga Premier de Rusia, pero no logró salvar la categoría en su temporada debut y en 1992 descendió a la Primera División de Rusia, la segunda categoría de ligas rusas. La siguiente temporada finalizó campeón de la zona este y regresó a la máxima competición rusa, permaneciendo dos temporadas más. El mejor resultado de su historia lo logró en 1994, finalizando en 12.ª posición. En 1995, el club descendió a la Primera División de Rusia, pero en la siguiente temporada, 1996, volvió a ascender a la Liga Premier.
En 1998, el club perdió nuevamente la máxima categoría y sufriría un nuevo descenso en 1999, finalizando en la Segunda División de Rusia, donde permanece desde entonces.

## Estadio
El club disputa sus partidos en el estadio Geolog desde su inauguración en 1982. El estadio tiene una capacidad de 13.057 espectadores y fue remodelado intensamente desde 2001. El 31 de julio de 2011 se inauguró el estadio con todas las instalaciones concluidas, entre las que destacan un complejo médico y de rehabilitación, sauna turca, jacuzzi, piscinas, un club deportivo «CityFitness» o un hotel. Además, se instaló un nuevo terreno de juego con césped artificial, nuevo alumbrado eléctrico, nuevas tribunas y todas las localidades son ahora sentadas. Las medidas del estadio son de tamaño estándar de 105 × 68 m.

## Palmarés
- Segunda División de Rusia - Zona Urales-Volga: 2014